# Beringtärna
Beringtärna (Onychoprion aleuticus) är en fågel i familjen måsfåglar som häckar på båda sidor om Berings hav. Vintertid flyttar den till ett rätt litet område i Indonesien. Liksom många andra tärnor placerades den tidigare i släktet Sterna. Arten minskar kraftigt i antal och är upptagen på internationella naturvårdsunionen IUCN:s rödlista som sårbar.

## Utseende
Beringtärnan är en liten tärna som mäter 32–34 centimeter, har ett vingspann på 75–80 centimeter och väger 83–140 gram.
I adult häckningsdräkt påminner den ytligt om underarten longipennis av fisktärna men beringtärnan är mindre och har på den i övrigt svarta hättan en tydlig bred vit pannfläck som sträcker sig över ögat vilket även ger den ett svart streck mellan öga och näbb. Ryggen är mörkgrå, undersidan grå, medan över- och undergrump och den kluvna stjärten är vit. Spetsarna på handpennorna är svarta vilket gör att de sammanslagna vingarna som sträcker sig bakom stjärten på den sittande fågel är mycket mörka. Fram- och bakkant på handen är vit vilket framförallt kan kontrastera ganska tydligt på sittande fågel. Vingens undersida är mörk och har svart bakkant. Näbben är kort, tunn och svart, öga och de korta benen är svarta.
Adult i vinterdräkt är ljusare. Den har ett svart nackband som sträcker sig fram till ögat och huvudet är i övrigt vitt. Under- och ovansidan är ljusare men ovansidan är fortfarande mörkt grå. 
I juvenil och första vinterdräkt är den mycket mörk med mörk hätta, och en varmt kanelbrun grundton på den mörkt vattrade ryggen, övre handtäckarna och hjässan medan nacken är rent varm kanelbrun. Juvenilens näbb är svart med gul bas och benen orange. Den flyger mycket lätt och fjädrande.

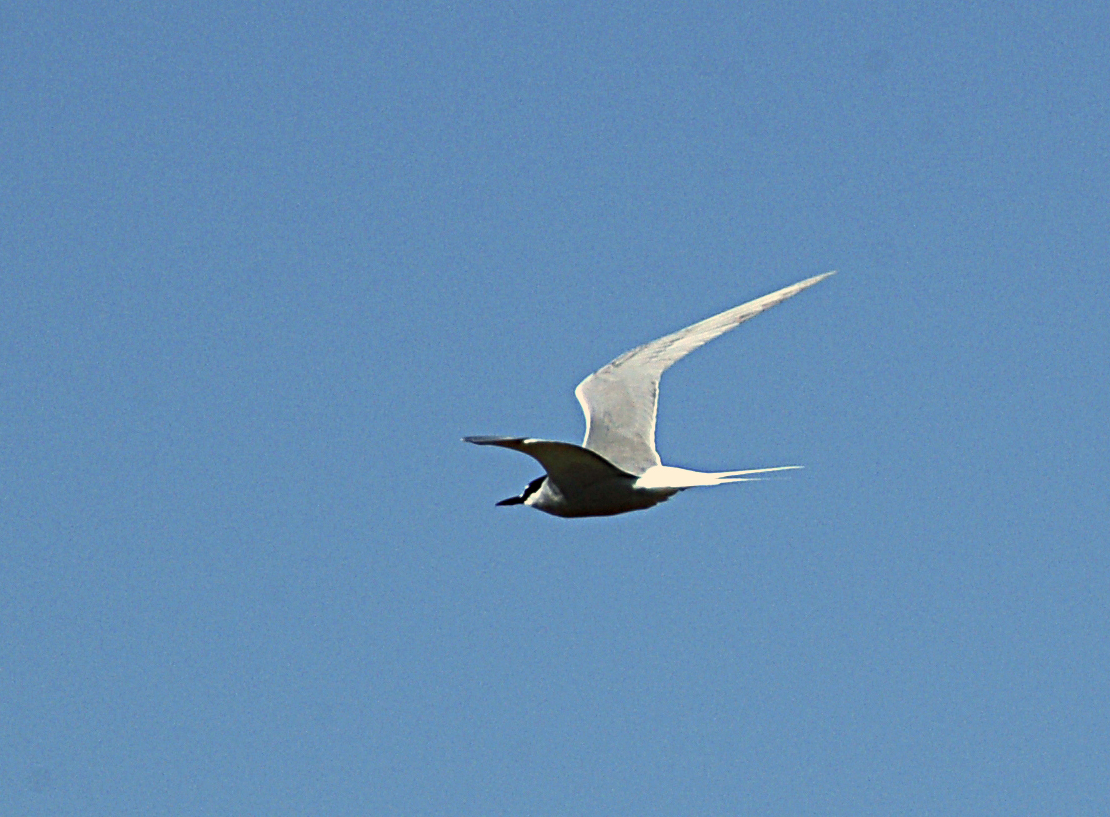
Flykten är mycket fjädrande och lätt och den mörka ovansidan kontrasterar mot den vita övergumpen och stjärten. Adult i häckningsdräkt.
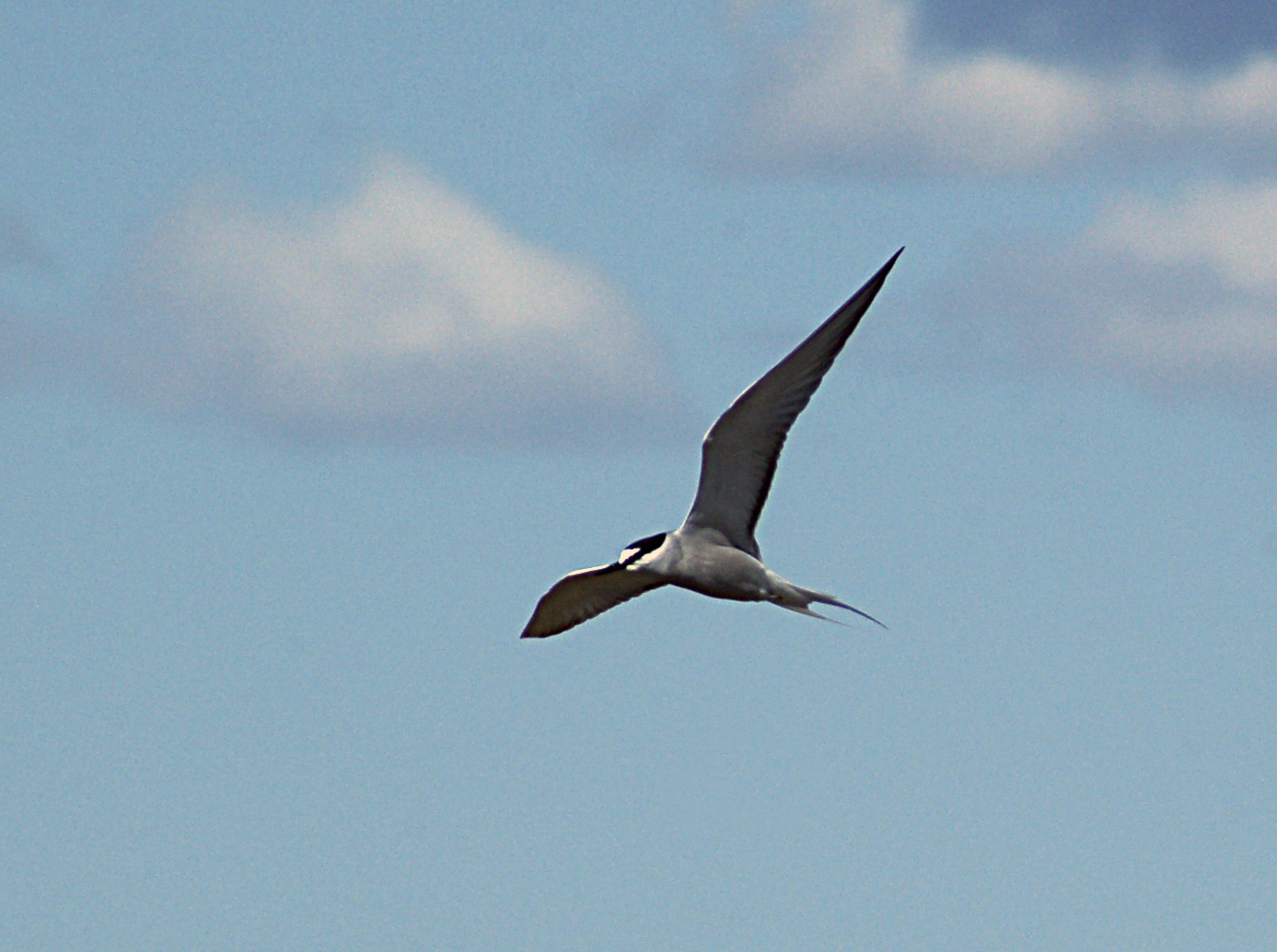
Undersidan är mörk som kontrasterar mot den vita kinden och den har en svart bakkant på vingen.

### Läte
Dess läte skiljer den tydligt från fisktärnan av underarten longipennis som den annars kan förväxlas med. Beringtärnan har ett kort, hårt eek, eek som påminner om mingmåsens läte.

## Utbredning
Beringtärnan är en flyttfågel som häckar lokalt utmed kuster i Berings hav i Alaska och Sibirien. Häckningsplatser finns bland annat på Sakhalin, Sjantaröarna, Kamtjatka, Sjelichovbukten, Aleutiska öarna och i Alaska så långt norrut som till Port Clarence-bukten och så långt söderut som till Baranofön. Den är en långflyttare men dess flyttrutt är ganska dåligt känd. Stora antal rastar i Kina under flytten. Hela populationen övervintrar i ett förhållandevis litet område i Kepulauan Riau, en ögrupp i Indonesien.
Det finns bara en observation av beringtärna i Europa, på Farne Islands utanför Northumberland, England mellan 28 och 29 maj 1979.

## Taxonomi och systematik
Beringtärnan beskrevs taxonomiskt som art av Baird 1869 som Sterna aleutica. Den behölls länge i det släktet, men studier har visat att arterna i släktet inte står varandra närmast. Sterna har därför delats upp i flera mindre släkten, varvid beringtärnan placeras i släktet Onychoprion tillsammans med söderhavstärna, tygeltärna, och sottärna som alla tre häckar i tropikerna. Beringtärnan delas inte upp i några underarter.

## Ekologi

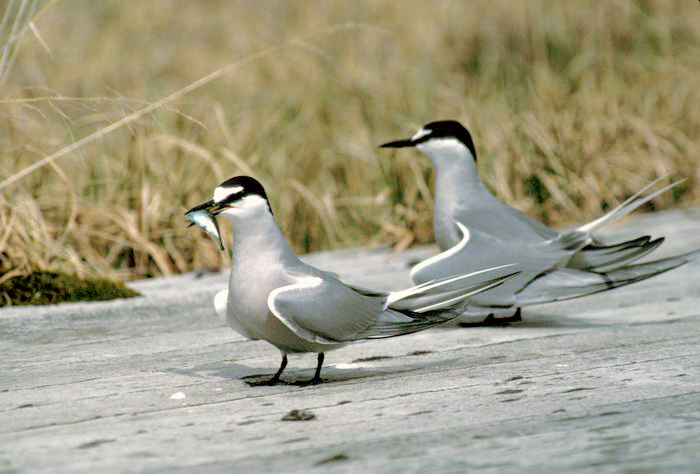
Som del av uppvaktningen i början av häckningsperioden erbjuder hanen fisk till honan.

Beringtärnan häckar i kolonier på torra öppna ytor i närheten av vatten som sjöar, dammar, på flodstränder eller på havsstränder, gärna tillsammans med fisktärna. Den födosöker som andra tärnor genom att störtdyka efter småfisk vilket sker i kustnära vatten grunda vikar, större sjöar eller flodmynningar. Hanen erbjuder honan fisk till honan som del av uppvaktningen. Den lägger två till tre ägg direkt på marken i en uppskrapad grop. Som andra vita tärnor försvarar den sitt bo och ungar mycket aggressivt och attackerar stora predatorer.

## Status och hot
Från att tidigare inte ha ansetts hotad kategoriserar internationella naturvårdsunionen IUCN arten sedan 2017 som sårbar. Nya data visar på att den minskar mycket kraftigt i antal i häckningskolonierna i Alaska, med hela 93 % under tre årtionden från mitten av 1980-talet och framåt. Trenden i Ryssland är dock inte lika tydlig, med nedgångar på Tjuktjerhalvön och i Anadyr, men ökningar på Sachalin och utmed Korjakbergens södra kust. Vad som orsakar denna nedgång är oklart men habitatförändring, predation, äggsamlare och störningar från människan tros ligga bakom. Beståndet uppskattades 2015 till 31 000 vuxna individer, med 18 % av populationen i Alaska (5529 fåglar i 110 kolonier) och 82 % i Ryssland (25 602 fåglar i 92 kolonier).